# Zigurat
Zigurat (/zɪɡʊˌræt/, Akadsko ziqqurat, zaqāru pomeni "graditi na dvignjenem območju") je bila ogromna struktura, ki so jih gradili v stari mezopotamski dolini in na zahodni iranski planoti in ima obliko stopničaste piramide.
Približno 25 ruševin ziguratov je dokazano v Mezopotamiji, še posebej v babilonskem delu.
Znani zigurati so Veliki Zigurat v Uru v bližini Nasirije, Irak, posvečen boginji Lune Nanaji; Zigurat Aqar Quf v bližini Bagdada, Irak; elamitski Chogha Zanbil v Kuzistanu, Iran in Tepe-Sialk v bližini Kashana, Iran.

## Opis
Zigurate so gradili Sumerci, Babilonci, Elamiti, Akadci in Asirci za potrebe lokalne religije. Vsak zigurat je bil del tempeljskega kompleksa, ki je obsegal več stavb. Predhodniki ziguratov so bili dvignjeni platoji iz obdobja Ubaidov, v četrtem tisočletju pred našim štetjem. Najstarejši zigurati segajo v konec zgodnje dobe dinastij. Zadnji mezopotamski zigurati segajo v 6. stoletje pred našim štetjem.
Zgrajeni so na stopničastih ploščadih pravokotne, ovalne ali kvadratne oblike v tlorisu in piramidne oblike v višino, z ravnim zaključkom na vrhu piramide. Na soncu sušene opeke iz blata in slame sestavljajo jedro zigurata, ki je bil obložen z žgano opeko na zunanji strani. Obloga je bila pogosto glazirana v različnih barvah, ki so imele astrološki pomen. Kraljeva imena so bila pogosto vgravirana na teh glaziranih opekah. Število stopenj je bilo v razponu 2 - 7. Predpostavljajo, da so imeli na vrhu svetišče, vendar ni arheoloških dokazov za to, so samo besedilni dokazi Herodota.  Dostop do templja je bila vrsta ramp ob strani ali vijačna klančina od tal do vrha. Mezopotamski zigurat ni bil mesto za javno čaščenje in obrede. Verjeli so, da je to mesto za bogove in vsako mesto je imelo svojega boga zaščitnika. V ziguratu ali drugih prostorih v kompleksu so smeli biti samo duhovniki in njihova je bila odgovornost skrbeti za bogove in za svoje potrebe. Duhovniki so bili zelo mogočni člani sumerske družbe.
Eden izmed najbolje ohranjenih ziguratov je Chogha Zanbil v zahodnem Iranu. Zigurat Sialk v Kashanu, Iran, je najstarejši in sega v zgodnje 3. tisočletje pred našim štetjem. Oblike ziguratov so bile od zelo preprostih, na katerih je bil le tempelj, do čudežev matematike in gradbeništva, ki ga je sestavljalo več teras, na vrhu zadnje pa je bil tempelj.
Primer preprostega ziggurata je Beli tempelj v Uruku, v stari Sumeriji. Zigurat sam je osnova, na kateri stoji Beli tempelj. Njegov namen je verjetno bil, da je tempelj bližje nebu. Dostop od vznožja do vrha je prek stopnic. Mezopotamci so verjeli, da ta tempeljska piramida povezuje nebo in zemljo. V resnici je zigurat v Babilonu znan kot Etemenanki.
Primer obsežnega in masivnega zigurata je bil zigurat Marduk ali Etemenanki v starodavnem Babilonu. Na žalost ni razen osnove ostalo veliko od te masivne konstrukcije, le arheološke najdbe in zgodovinske pripovedi dajejo temu stolpu na sedmih večbarvnih ravneh s templjem na vrhu, izvrstne razsežnosti. Za tempelj mislijo, da je bil pobarvan in vzdrževan z barvo indigo do vrha stopenj. Znano je, da so do templja vodile tri stopnje, od katerih mislijo, da sta bili dve le polovica višine zigurata.
Etemenanki (É-TEMEN-AN-KI) je ime za sumersko zgradbo in pomeni hiša na ploščadi med nebom in zemljo. Datum njenega prvotnega nastanka ni znan, predlagani datumi, ki segajo od štirinajstega do devetega stoletja pred našim štetjem, skupaj s tekstovnimi dokazi kažejo, da je obstajal v drugem tisočletju.

## Razlaga in pomen
Po Herodotu naj bi bilo na vrhu vsakega zigurata svetišče, čeprav nobeno od teh svetišč ni preživelo. Praktična funkcija zigurata je visoko mesto, na katerega bi lahko duhovniki pobegnili pred naraščajočo vodo, ki je vsako leto poplavljala nižine, kot je na primer poplave leta 1967.   Druga praktična funkcija zigurata je bila varnost. Ker je svetišče dostopno le preko treh stopenj po stopnicah, bi lahko le majhno število stražarjev preprečilo ne-duhovnikom vohunjenje za rituali v svetišču na vrhu zigurata, kot je kuhanje žrtvene hrane in zažiganje trupel žrtvenih živali. Vsak Zigurat je bil del tempeljskega kompleksa, ki je vključeval še dvorišče, shrambe, kopalnice in bivalne prostore, okoli katerih so zgradili mesto. 

## Pomembne lokacije
- Ur Zigurat boginje Lune Nanne
- Uruk: Zigurat Boga Ana
- Babilon: Etemenanki
- Chogha Zanbil: Dur-Untash
- Borsippa: Birs Nimrud
- Harran: Ehulhul, Zigurat boga Lune Sina
- Asirija, tempelj Anu-Adad, dvojni zigurat